# Marcellino Telukluk
Marcellino Barthelemy Telukluk, né le 16 août 1972, est un homme politique vanuatais.

## Biographie
Francophone, il est scolarisé en Nouvelle-Calédonie où il passe son baccalauréat technologique puis obtient le diplôme préparatoire aux études comptables et financières. Il travaille dans la haute administration publique au Vanuatu avant d'y entrer en politique, élu député de la circonscription de Malekula au Parlement de Vanuatu aux élections de 2016, avec l'étiquette du Mouvement de réunification pour le changement. Réélu député en 2020 et en 2022, il est le ministre des Infrastructures dans l'éphémère gouvernement de coalition que mène Ishmael Kalsakau de novembre 2022 à septembre 2023. 